# سد الجنابين
سد الجنابين، يقع في محافظة بلجرشي بالباحة، جنوب المملكة العربية السعودية، ويعتبر أحد السدود الاستراتيجية التي تساهم في تغذية المحافظة.

## معلومات عن السد
- تبلغ السعة التخزينية للسد 17 مليون متر مكعب.
- تكلفة الإنشاء 20 مليون ريال.
- يبلغ ارتفاع السد 28 مترًا.
- يبلغ ارتفاع المفيض 23 مترًا.
- يبلغ طول السد 180 مترًا.
- يبلغ امتداد المفيض 56 مترًا.
- ينتج 5 آلاف متر مكعب يوميًا.[2]